# Colletorto
Colletorto là một đô thị ở tỉnh Campobasso trong vùng Molise thuộc nước Ý, có vị trí cách khoảng 25 km về phía đông bắc của Campobasso. Tại thời điểm ngày 31 tháng 12 năm 2004, đô thị này có dân số 2.347 người và diện tích là 35,9 km².
Colletorto giáp các đô thị: Carlantino, Casalnuovo Monterotaro, San Giuliano di Puglia, Sant'Elia a Pianisi.